# Cees Smal (jazzmuzikant)
Cees Smal (Haarlem, 22 september 1927 - Laren, 24 mei 2001) was een Nederlandse jazztrombonist en -trompettist, componist en arrangeur. Hij speelde in de jaren vijftig in de hardbopgroep van Cees Slinger, Diamond Five. 
Met Cees Slinger schreef hij de muziek voor het eerste jazzballet van eigen bodem, The black rose, met teksten van Pieter Goemans en uitgevoerd door Diamond Five en leden van het Nederlands Danstheater.
In december 1960 werd rond de leden van The Diamond Five een big band samengesteld onder leiding van Boy Edgar. In Boy's Big Band, zoals het orkest heette, speelde Cees Smal ventieltrombone en bugel. Van 1962 tot 1964 is Smal tevens ventieltrombonist bij The Ramblers. Ook speelt hij in het KRO Dansorkest.
Cees Smal leidde daarnaast een kwartet dat optrad voor de KRO-, AVRO- en NCRV-radio.